# This Is... Icona Pop
A This Is...Icona Pop a svéd Icona Pop második stúdióalbuma, mely 2013. szeptember 24-én jelent meg a svéd független lemezkiadó, a TEN Music Group jóvoltából. Az albumot az Atlantic Records leányvállalata a Big Beat Records jelentette meg az Egyesült Államokban. Az albumról kimásolt első kislemez, a Girlfriend jelent meg elsőként az albumról 2013. június 4-én, majd az All Night 2013. július 23-án. Az albumon megtalálható az I Love It című daluk is, mely első Icona Pop című albumukon is szerepel. 2013. szeptember 16-án az album teljes egészében elérhető lett a Pitchfork Media oldalán. Az amerikai Billboard 200-as listán a 36. helyen debütált, majd a második héten a 136. helyre csúszott.

## Fogadtatás
| Szakmai értékelés      | Szakmai értékelés |
| ---------------------- | ----------------- |
| Összesített pontszámok |                   |
| Metacritic             | 69/100            |
| Egyéb értékelések      |                   |
| Értékelő               | Értékelés         |
| Pitchfork              | 7.5/10            |
| The A.V. Club          | A-                |
| AllMusic               | [ 7 ]             |
| Consequence of Sound   | [ 8 ]             |
| Rolling Stone          | [ 9 ]             |

Az album általában pozitív fogadtatásban részesült a kritikusok részéről. Az album a Metacritic által a 100-ból 69-et adott az albumra 22 beszámoló alapján, amely általában kedvező beszámolókat vont maga után. A Radar "tápláló és izgalmas" albumnak írta le, és nagyon intelligensnek a megjelenést. Az AV Club az albumot egy üdítően szórakoztató albumnak írta le.

## Számlista
| 1.    | I Love It (featuring Charli XCX) | Berger Style of Eye                                                | 2:37 |
| 2.    | All Night                        | Loelv Lee                                                          | 3:06 |
| 3.    | We Got the World                 | Loelv                                                              | 3:07 |
| 4.    | Ready for the Weekend            | Loelv                                                              | 2:42 |
| 5.    | Girlfriend                       | Stargate Knight Sablon:Ref Reynolds Sablon:Ref Passereh Sablon:Ref | 2:50 |
| 6.    | In the Stars                     | Rogers                                                             | 3:16 |
| 7.    | On a Roll                        | Shellback Svensson Sablon:Ref Kool Kojak Sablon:Ref                | 3:12 |
| 8.    | Just Another Night               | Stargate Benny Blanco                                              | 3:09 |
| 9.    | Hold On                          | Stargate                                                           | 3:17 |
| 10.   | Light Me Up                      | 10k Islands Johan Wedel                                            | 3:20 |
| 11.   | Then We Kiss                     | Berger Markus Krunegård Sablon:Ref                                 | 2:22 |
| 32:48 |                                  |                                                                    |      |

| Target edition bonus tracks | Target edition bonus tracks | Target edition bonus tracks         | Target edition bonus tracks | Target edition bonus tracks | Target edition bonus tracks | Target edition bonus tracks | Target edition bonus tracks | Target edition bonus tracks | Target edition bonus tracks |
| #                           | Cím                         | Producer(ek)                        | Hossz                       |                             |                             |                             |                             |                             |                             |
| --------------------------- | --------------------------- | ----------------------------------- | --------------------------- | --------------------------- | --------------------------- | --------------------------- | --------------------------- | --------------------------- | --------------------------- |
| 12.                         | Nights Like This            | Loelv                               | 3:25                        |                             |                             |                             |                             |                             |                             |
| 13.                         | Heads Up                    | Loelv Wedel                         | 2:59                        |                             |                             |                             |                             |                             |                             |
| 14.                         | Lovers to Friends           | Loelv                               | 2:58                        |                             |                             |                             |                             |                             |                             |
| 15.                         | I Love It (Fix8 Mix)        | Berger Style of Eye Fix8 Sablon:Ref | 5:04                        |                             |                             |                             |                             |                             |                             |
| 47:14                       |                             |                                     |                             |                             |                             |                             |                             |                             |                             |

| Japanese bonus tracks | Japanese bonus tracks              | Japanese bonus tracks                 | Japanese bonus tracks | Japanese bonus tracks | Japanese bonus tracks | Japanese bonus tracks | Japanese bonus tracks | Japanese bonus tracks | Japanese bonus tracks |
| #                     | Cím                                | Producer(ek)                          | Hossz                 |                       |                       |                       |                       |                       |                       |
| --------------------- | ---------------------------------- | ------------------------------------- | --------------------- | --------------------- | --------------------- | --------------------- | --------------------- | --------------------- | --------------------- |
| 16.                   | I Love It (Tiësto Club Life Remix) | Berger Style of Eye Tiësto Sablon:Ref | 4:30                  |                       |                       |                       |                       |                       |                       |
| 51:44                 |                                    |                                       |                       |                       |                       |                       |                       |                       |                       |

## Slágerlista

### Heti összesítések
| Slágerlista (2013)                          | Legjobb helyezések |
| ------------------------------------------- | ------------------ |
| Franciaország (SNEP Album Top 100)          | 185                |
| Spanyolország (PROMUSICAE Top 100 Álbumes)  | 78                 |
| Egyesült Királyság (UK Albums Chart)        | 86                 |
| USA Billboard 200                           | 36                 |
| USA Top Dance/Electronic Albums (Billboard) | 3                  |

## Megjelenési előzmények
| Régió              | Dátum                | Formátum              | Label        |
| ------------------ | -------------------- | --------------------- | ------------ |
| Franciaország      | 2013. szeptember 23. | CD Digitális letöltés | TEN Atlantic |
| Egyesült Államok   | 2013. szeptember 24. | CD Digitális letöltés | Big Beat     |
| Egyesült Királyság | 2013. november 4.    | CD Digitális letöltés | TEN Atlantic |
| Németország        | 2013. november 8.    | CD Digitális letöltés | TEN Atlantic |